# Magny-en-Vexin
Magny-en-Vexin és un municipi francès, situat al departament de Val-d'Oise i a la regió de Illa de França. L'any 2007 tenia 5.508 habitants.
Forma part del cantó de Vauréal, del districte de Pontoise i de la Comunitat de comunes Vexin-Val de Seine.

## Demografia

### Població
El 2007 la població de fet de Magny-en-Vexin era de 5.508 persones. Hi havia 2.040 famílies, de les quals 580 eren unipersonals (237 homes vivint sols i 343 dones vivint soles), 479 parelles sense fills, 759 parelles amb fills i 222 famílies monoparentals amb fills.
La població ha evolucionat segons el següent gràfic:
Habitants censats

### Habitatges
El 2007 hi havia 2.232 habitatges, 2.092 eren l'habitatge principal de la família, 23 eren segones residències i 117 estaven desocupats. 1.397 eren cases i 797 eren apartaments. Dels 2.092 habitatges principals, 1.146 estaven ocupats pels seus propietaris, 900 estaven llogats i ocupats pels llogaters i 46 estaven cedits a títol gratuït; 157 tenien una cambra, 224 en tenien dues, 379 en tenien tres, 552 en tenien quatre i 780 en tenien cinc o més. 1.115 habitatges disposaven pel capbaix d'una plaça de pàrquing. A 1.015 habitatges hi havia un automòbil i a 702 n'hi havia dos o més.

### Piràmide de població
La piràmide de població per edats i sexe el 2009 era:
| Homes | Edats   | Dones |
| ----- | ------- | ----- |
| 4     | 95 o +  | 12    |
| 4     | 90 a 94 | 24    |
| 20    | 85 a 89 | 48    |
| 28    | 80 a 84 | 36    |
| 32    | 75 a 79 | 92    |
| 88    | 70 a 74 | 88    |
| 84    | 65 a 69 | 92    |
| 84    | 60 a 64 | 100   |
| 128   | 55 a 59 | 104   |
| 176   | 50 a 54 | 160   |
| 220   | 45 a 49 | 216   |
| 244   | 40 a 44 | 216   |
| 240   | 35 a 39 | 260   |
| 224   | 30 a 34 | 196   |
| 176   | 25 a 29 | 196   |
| 152   | 20 a 24 | 196   |
| 212   | 15 a 19 | 184   |
| 220   | 10 a 14 | 260   |
| 240   | 5 a 9   | 196   |
| 140   | 0 a 4   | 204   |

## Economia
El 2007 la població en edat de treballar era de 3.650 persones, 2.663 eren actives i 987 eren inactives. De les 2.663 persones actives 2.372 estaven ocupades (1.260 homes i 1.112 dones) i 291 estaven aturades (141 homes i 150 dones). De les 987 persones inactives 283 estaven jubilades, 372 estaven estudiant i 332 estaven classificades com a «altres inactius».

### Ingressos
El 2009 a Magny-en-Vexin hi havia 2.128 unitats fiscals que integraven 5.471 persones, la mediana anual d'ingressos fiscals per persona era de 19.383 €.

### Activitats econòmiques
Dels 371 establiments que hi havia el 2007, 4 eren d'empreses extractives, 5 d'empreses alimentàries, 6 d'empreses de fabricació de material elèctric, 22 d'empreses de fabricació d'altres productes industrials, 47 d'empreses de construcció, 82 d'empreses de comerç i reparació d'automòbils, 19 d'empreses de transport, 21 d'empreses d'hostatgeria i restauració, 7 d'empreses d'informació i comunicació, 19 d'empreses financeres, 23 d'empreses immobiliàries, 38 d'empreses de serveis, 46 d'entitats de l'administració pública i 32 d'empreses classificades com a «altres activitats de serveis».
Dels 108 establiments de servei als particulars que hi havia el 2009, 1 era una oficina d'administració d'Hisenda pública, 1 gendarmeria, 1 oficina de correu, 6 oficines bancàries, 1 funerària, 11 tallers de reparació d'automòbils i de material agrícola, 1 taller d'inspecció tècnica de vehicles, 1 establiment de lloguer de cotxes, 4 autoescoles, 11 paletes, 4 guixaires pintors, 9 fusteries, 10 lampisteries, 5 electricistes, 2 empreses de construcció, 8 perruqueries, 3 veterinaris, 1 agència de treball temporal, 14 restaurants, 9 agències immobiliàries, 2 tintoreries i 3 salons de bellesa.
Dels 37 establiments comercials que hi havia el 2009, 4 eren supermercats, 1 un supermercat, 2 botiges de menys de 120 m², 5 fleques, 2 carnisseries, 1 una botiga de congelats, 2 llibreries, 4 botigues de roba, 3 botigues d'equipament de la llar, 3 botigues d'electrodomèstics, 2 botigues de mobles, 1 una botiga de mobles, 3 drogueries, 2 joieries i 2 floristeries.
L'any 2000 a Magny-en-Vexin hi havia 8 explotacions agrícoles.

## Equipaments sanitaris i escolars
El 2009 hi havia 1 hospital de tractaments de curta durada, 1 hospital de tractaments de mitja durada (seguiment i rehabilitació, 1 un hospital de tractaments de llarga durada, 1 centre d'urgències, 2 farmàcies i 1 ambulància.
El 2009 hi havia 2 escoles maternals i 5 escoles elementals. Magny-en-Vexin disposava de 2 col·legis d'educació secundària amb 662 alumnes.

## Poblacions més properes
El següent diagrama mostra les poblacions més properes.